# تحقيقات عزل دونالد ترامب
بدأتْ تحقيقات عزل دونالد ترامب في 24 أيلول/سبتمبر 2019 على يدِ نانسي بيلوسي رئيسة مجلس النواب الأمريكي التي قالت في خطابٍ متلفزٍ لها إنها ستتخذ الخطوات اللازمة لبدأِ «محاكمة الرئيس الأمريكي» والنظرِ في احتماليّة عزله، وذلك في أعقابِ انتشار «تقريرٍ مجهولٍ» زعمَ حدوث سوء استخدامٍ واسع النطاق للسلطة من قِبل دونالد ترامب. في السياقِ ذاته؛ قالَ شخصان مقربان من ترامب لصحيفة نيويورك تايمز إن سلوك ترامب كان «طبيعيًا» على اعتبارِ أن هذه هي طريقة مراسلتهِ لباقي القادة الأجانب.
زعمَ التقرير أن الرئيس ترامب ارتكبَ عددًا من «الانتهاكات» عندما أجرى محادثة هاتفيّة معَ الرئيس الأوكراني فولوديمير زيلينسكي حيثُ ضغط عليهِ من أجل إعادة فتحِ تحقيقٍ بخصوص المرشح للانتخابات الرئاسيّة عام 2020 جو وابنه هنتر بايدن، كما اتهمَ التقرير – أو بالأحرى البلاغ – البيت الأبيض بمحاولة إخفاء محتويات هذه المكالمة الهاتفية. ردًا على التقرير؛ أصدرت إدارة ترامب نسخةً من المكالمة الهاتفية والتي تؤكّدَ فيها أن ترامب قد طلب من زيلينسكي النظر في قضيّة بايدن.
دافع ماغواير عن قراره بعدم إحالة شكوى كاشفي الفساد إلى الكونغرس على الفور وأوضح أنه استشار مستشار البيت الأبيض ومكتب المستشار القانوني في وزارة العدل، لكنه لم يتمكن من تحديد ما إذا كانت الوثيقة محمية بالامتياز التنفيذي. وشكك الديموقراطيون في اللجنة بأفعاله، قائلين إن القانون يطالب بإحالة مثل هذه الشكاوى إلى اللجنة. ورد ماغواير قائلًا إن الحالة كانت ذات طابع خاص لأن الشكوى تتعلق باتصالات الرئيس. سأل أيضًا أعضاء لجنة المخابرات بمجلس النواب ماغواير عن سبب لجوئه للتشاور مع محامي البيت الأبيض دون أن يكون ملزمًا بذلك بموجب القانون، فأجاب بأنه يعتقد أنه «من الحكمة طلب رأي آخر».
في مؤتمر خاص عبر الهاتف مع المشرعين الديمقراطيين في 29 سبتمبر، أوضحت بيلوسي كيف ستبدأ ثلاثة من لجان مجلس النواب بالتحقيق في إساءة استخدام الرئيس المزعومة للسلطة. ستركز لجنة المخابرات بمجلس النواب على محتويات شكوى كاشفي الفساد وما إذا كانت الشكوى قد تم إخفاؤها بشكل خاطئ عن الكونغرس، بينما ستركز لجنة الشؤون الخارجية على التفاعلات التي ربما أجرتها وزارة الخارجية مع المحامي الشخصي للرئيس جولياني، وستحقق لجنة الرقابة والإصلاح فيما إذا كانت أنظمة تصنيف البيت الأبيض قد استُخدمت لتأمين سجلات مكالمات هاتفية ذات ضرر محتمل بين الرئيس وقادة العالم الآخرين.

## خلفيّة

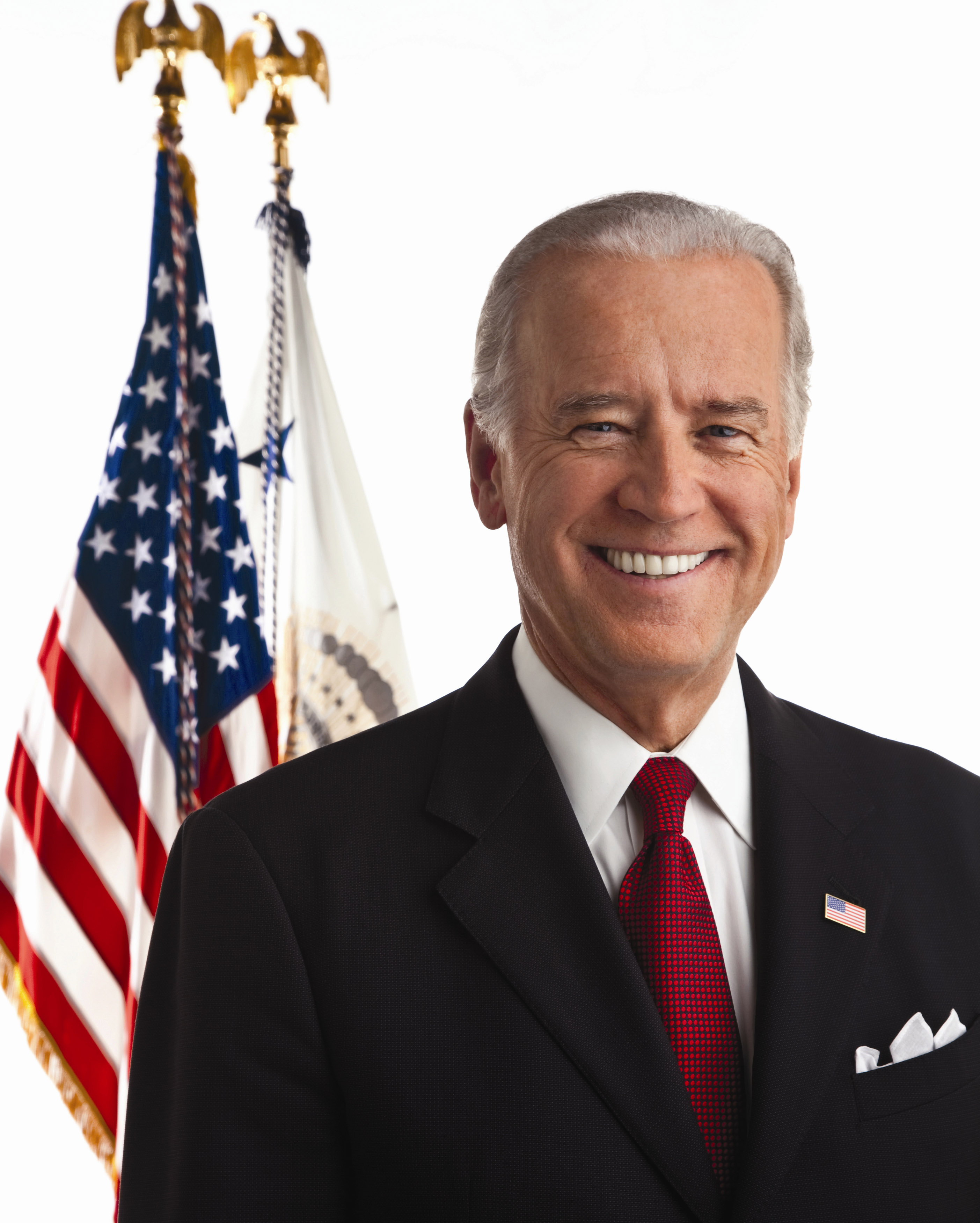
صورة للرئيس الامريكي الحالي بايدن مرشح الحزب الديمقراطي الذي كان المستفيد الاكبر من الحملة التي سبقت الانتخابات والتي قلصت من حظوظ ترامب في سباق التنافس نحو الرئاسة والمعلوم ان الديمقراطيين كانوا راس الحربة في حملة عزل ترامب

بُذلت عدّة جهود لمحاكمةِ دونالد ترامب من قِبل العديد من الساسة الذين يرونَ أنّ الرئيس دونالد ترامب خالفَ عددًا من القوانين خلال فترتهِ الرئاسيّة التي لم تنتهي بعد. لقد بدأَ الحديثُ عن إقالةِ ترامب قبل توليهِ منصبه، حيثُ حاول النائبين الديمقراطِيَيْن آل غرين وبراد شيرمان في عام 2017 الدفع باتجاهِ إقالة ترامب، لكنّ القرار قد فشلَ رسميًا في كانون الأوّل/ديسمبر من عام 2017 وذلك بعد التصويتِ عليهِ في مجلس النواب – والذي كان يقبعُ آنذاك تحتَ سيطرة الجمهوريين – بنتيجة 58-364.
سيطرَ الديمقراطيون على مجلس النواب بعد انتخابات عام 2018 وبدأوا تحقيقات عدّة في تصرفات ترامب وعلاقاته. بحلول 17 كانون الثاني/يناير 2019 ظَهرت اتهامات جديدة لترامب حينما قِيل إنّه أمر محاميَه مايكل كوهين بخرق القسم والكذب فيما يخصّ تورط دونالد ترامب مع الروس وبالضبطِ حولَ برج ترامب في موسكو. أثارت هذه القضية الكثير من الجدل حيث برزت عددٌ من الأصوات التي دعت إلى فتحِ تحقيقٍ في الموضوع فيما طالبتْ أصواتٌ أخرى الرئيس الأمريكي بالاستقالة أو سيتمّ إقالتهُ في حالةِ ما ثبتت صحة الادعاءات.
زادَ تقرير مولر التكهنات بشأنِ محاكمة ترامب واحتماليّة عزله؛ لكنّه – وبعدما صدرَ في 18 نيسان/أبريل 2019 – لم يصل إلى أيّ استنتاجٍ حول ما إذا كان ترامب قد عرقلَ العدالة بالفعل. لمّحَ مولر خلال جلسة الاستماع له إلى أن الأمر متروكٌ للكونجرس لاتخاذِ قرار المحاكمة أو العزل. قاومت رئيس مجلس النواب نانسي بيلوسي في البداية الدعوات لمحاكمة ترامب؛ لكنها أشارت في أيّار/مايو 2019 إلى أن تصرفات الرئيس والتي وصفتها بأنها مُعرقِلة للعدالة قد تجعل قضية المحاكمة من أجل العزل «خيارًا ضروريًا». برزَ في وقتٍ لاحقٍ عددٌ من النواب الديمقراطيين الذين أيدوا قرار العزل؛ كما انضمّ النائب الجمهوري جاستين عماش للدعوات المطالبة بمحاكمة الرئيس.

## قضيّة أوكرانيا
من أيّار/مايو إلى آب/أغسطس 2019؛ ضغطَ الرئيس ترامب ومحاميه الشخصي رودي جولياني على الحكومة الأوكرانية للتحقيق مع هنتر بايدن نجل المرشح الرئاسي للانتخابات الرئاسية لعام 2020 جو بايدن.
تمحورت الشكوى التي قُدّمت ضدّ الرئيس الأمريكي حول مكالمة هاتفيّة كان قد أجراها في تمّوز/يوليو 2019 معَ زيلينسكي حيثُ «ضغطَ» الأول على الثاني من أجلِ إعادة فتح تحقيقين؛ الأوّل يتعلّقُ بالتدخل الروسي خلال حملة الانتخابات الرئاسية في الولايات المتحدة لعام 2016 وعلاقتهُ ببعضِ الجهات الفاعلة في أوكرانيا فيما يتعلّقُ التحقيق الثاني بجو بايدن نائب الرئيس الأمريكي السابق باراك أوباما وأحد المرشحين للانتخابات الرئاسية لعام 2020. وردَ أيضًا في الشكوى التي استمعَ لها موظفٌ حكوميّ أن البيت الأبيض حاولَ إخفاء الحوار الذي دار خلال المكالمة الهاتفية بين الرئيسين.
بحلول تمّوز/يوليو 2019 – وهو نفس الشهر الذي تمّت فيه المكالمة – علَّق ترامب المساعدات العسكرية لأوكرانيا ولم يُقدّم أي تفسيرٍ لذلك قبل أن يعود في أيلول/سبتمبر من نفسِ العام للتراجع عن هذا القرار. اقترحَ ديموقراطيون بارزون بمن فيهم السيناتور روبرت مينينديز وكريس مورفي أن هذا «التوقيف» ربما كان يهدف إلى الضغط بطريقةٍ مباشرة أو غير مباشرة على الحكومة الأوكرانية من أجلِ إعادة فتح تحقيقٍ في قضية ابنِ جو السيّد هنتر بايدن.
في 22 أيلول/سبتمبر 2019؛ وبعد فترة وجيزة من انتشار خبر المكالمة أقرّ ترامب أنه ناقش قضيّة جو بايدن خلال مكالمة مع الرئيس الأوكراني فولوديمير زيلينسكي في 25 تمّوز/يوليو ومعلّلًا ذلك بمحاربة الفساد في الدولتين. بعدَ ثلاث أيامٍ؛ أصدرَ البيت الأبيض جزءًا ممّا وردَ في المحادثة بين ترامب وزيلينسكي بعدما كان قد وعد بالقيامِ بذلك في اليوم السابق.
نفى ترامب أن يكون تعليقه للمُساعدات العسكرية لأوكرانيا مرتبطًا برفض الحكومة الأوكرانية التحقيق في قضيّة هانتر بايدن لكنّه قال أيضًا إن حجب المساعدات لهذا «السبب» هو أمرٌ مقبولٌ من الناحية الأخلاقية في حالةِ ما رفضت أوكرانيا ذاك الطلب. بحلول 26 أيلول/سبتمبر؛ اتهمَ ترامب المبلّغ عن فحوى المكالمَة بأنه «جاسوس» و«خائن» ثمّ أشار إلى أن الخيانة العظمى يُعاقب عليها بالإعدام.
قال شخصان مقربان من دونالد ترامب لصحيفة نيويورك تايمز أن ما قالهُ ترامب في المكالمة «أمرٌ طبيعيّ» مبررانِ ذلك بأن هذه هي طريقة ترامب في التراسل والتحدث مع باقي قادة العالم. في مقابلة تلفزيونيّة؛ دافعَ جولياني عن ترامب واصفًا طلبه من الرئيس الأوكراني بأنه «مناسبٌ تمامًا» مع الإشارة أيضًا إلى أنه ربما هو نفسه قد قدّم طلبًا مشابهًا للمسؤولين الأوكرانيين. الجدير بالذكرِ هنا أنّ جولياني متهمٌ بالمشاركة في «حملة الضغط الأوكرانية» من أجل إعادة تحقيقٍ في حقّ جو بايدن وابنه.

## التحقيق
في مساء يومِ 24 أيلول/سبتمبر 2019؛ أعلنت بيلوسي أن ستّ لجانٍ من مجلس النواب ستُجري تحقيقًا رسميًا في قضية مُساءلة الرئيس ترامب. وكانت بيلوسي قد اتهمت ترامب بالخيانة وإلحاقِ الضرر بالأمنِ القومي الأمريكي فضلًا عن انتقادها له بسببِ محاولاته التدخل في «نزاهة انتخابات البلاد». تجدرُ الإشارة هنا إلى أنّ اللجان السِّت المكلفة بهذه المهمة هي لجان الخدمات المالية، القضاء، المخابرات، الشؤون الخارجية، الرقابة والإصلاح ولجنة ما تُعرف بالسبل والوسائل.
أدلى جوزيف ماجواير القائم بأعمال مدير الاستخبارات القوميّة بشهادتهِ أمام لجنة المخابرات بمجلس النواب في 26 أيلول/سبتمبر 2019.

## الرأي العام
وَجدَت معظم استطلاعات الرأي التي أُجريت في أيلول/سبتمبر 2019 أن عددًا كبيرًا من الأمريكيين يدعمون إجراءات المساءلة أو المحاكَمة في حقّ ترامب بسبب تورطه في قضية المكالمة الهاتفيّة مع رئيس أوكرانيا. البداية كانت معَ استطلاع رأي آخر أجرته شركة سيرفاي مانكي (بالإنجليزية: SurveyMonkey)‏ التي وجدتْ أن 45% من الأمريكيين يؤيدون فتح تحقيقٍ في حقّ ترامب فيما عارضَ 30% هذه الإجراءات. وجدَ استطلاع رأي ثاني قامت بهِ تريندينسي (بالإنجليزية: Trendency)‏ أن 49% يؤيدون محاكمة الرئيس مُقابل اعتراض 39% على ذلك. أمّا استطلاعُ يوجوف فقد وجدَ أنّ 55% يؤيدون إجراءات المساءلة مُقابل اعتراضِ 26% فقط.

## المحاكمة
تبدأ محاكمة ترامب رسميا في ظهر 21 يناير 2020، داخل الكونجرس في مجلس الشيوخ، وتتكون من فريق الإدعاء المكون من 7 أفراد عينتهم رئيسة مجلس النواب نانسي بلوسي، وفريق الدفاع المكون من 8 أفراد عينهم ترامب، وخُصصت 6 أيام أسبوعيا للمحاكمة.

### اليوم الأول
شهد اليوم الأول من المحاكمة مشاحنة ومشادات بين الديمقراطيين والجمهوريين حول قواعد المحاكمة، حيث رفض رئيس الأغلبية الجمهورية ميتش ماكونيل استدعاء الشهود أو الإطلاع على وثائق رئيسة، واعتبر قادة الحزب الديمقراطي هذا تلاعبا في إجراءات المحاكمة ويصل إلى جريمة تستر، ويقود إلى نتيجة معدّة مسبقا. ووجهت للرئيس الأمريكي في اليوم الأول تهمتين؛ الأولى سعيه لطلب المساعدة من الحكومة الأوكرانية في إعادة انتخابه في نوفمبر المقبل، والثانية منعه لطاقم عمل البيت الأبيض من الشهادة أمام مجلس النواب في السنة الماضية.

## طلبات الأدلة ورفض البيت الأبيض
في 27 سبتمبر 2019، أصدر مجلس النواب مذكرة استدعاء للحصول على وثائق رفض وزير الخارجية مايك بومبيو الإفراج عنها في وقت سابق. تتضمن الوثائق المذكورة عدة تفاعلات بين ترامب وجولياني ومسؤولين حكوميين أوكرانيين. طُلب تقديم المستندات إلى اللجان المعنية بالتحقيق في القضية؛ إن الإخفاق في القيام بذلك «سيعتبر دليلًا على عرقلة تحقيق مجلس النواب» كما ورد في رسالة مكتوبة إلى بومبيو. جاء أمر الاستدعاء بعد عدة طلبات من مجلس النواب لاستلام الوثائق من أمانة السر والتي لم يكن قد استوفاها. أرسل إليه العديد من أعضاء مجلس النواب المشاركين في تحقيق المساءلة رسائل لاحقة تفيد بأنهم سيلتقون بأعضاء وزارة الخارجية الذين قد يقدمون المزيد من المعلومات. في الأسبوع التالي، صدر أمر استدعاء إلى جولياني لتقديم الوثائق.
في 4 أكتوبر 2019، أصدرت لجنة المخابرات بمجلس النواب مذكرتي استدعاء إلى كل من البيت الأبيض ونائب الرئيس مايك بنس بخصوص الوثائق المتعلقة بشكوى كاشفي الفساد. تتضمن وثائق البيت الأبيض المطلوبة شرائط صوتية ونصوصًا وملاحظات ووثائق أخرى من البيت الأبيض تتعلق بجدل كاشفي الفساد.
في 8 أكتوبر 2019، في رسالة من مستشار البيت الأبيض، بات سيبولون، إلى رئيسة مجلس النواب، بيلوسي، ورؤساء اللجان الثلاثة الذين أجروا تحقيق المساءلة، أعلن البيت الأبيض أنه لن يتعاون مع التحقيق. في الرسالة، قال سيبولون إن التحقيق «ينتهك الدستور وسيادة القانون وكل واقعة ماضية» وأن «الرئيس لا يسمح بإجراءاتكم غير الشرعية دستوريًا لتشتيت انتباهه وانتباه السلطة التنفيذية». وتابع في الرسالة «إن الإجراءات غير المسبوقة للتحقيق لم تترك للرئيس أي خيار. ولأداء واجباته تجاه الشعب الأمريكي والدستور والسلطة التنفيذية وجميع شاغلي منصب الرئاسة المستقبليين، لا يمكن للرئيس لترامب وإدارته المشاركة في تحقيقكم الحزبي غير الدستوري في ظل هذه الظروف». ردت رئيسة مجلس النواب بيلوسي على الرسالة قائلة: «يجب تحذير البيت الأبيض من أن الجهود المتواصلة لإخفاء حقيقة إساءة استخدام الرئيس للسلطة عن الشعب الأمريكي ستعتبر دليلًا آخر على العرقلة». وقد اقترح الديمقراطيون في مجلس النواب أن الاستخفاف بتحقيقهم يمكن أن يوفر دليلًا على وجود بنود اتهام مختلفة بالعرقلة. في تحقيقات المساءلة السابقة، تعامل الكونغرس مع عرقلة تحقيقات وزارة العدل وتحقيقات الكونغرس على أنها بند اتهام، إما جنبًا إلى جنب مع جرائم مزعومة أخرى (جونسون، نيكسون) أو حتى بصفتها الأساس الوحيد لبنود الاتهام (كلينتون).
أرسل محامي جولياني، جيم أيه. سيل، خطابًا إلى لجنة المخابرات بمجلس النواب في 15 أكتوبر 2019، يفيد بأن جولياني لن يقدم المستندات التي طلبتها اللجنة. نقلًا عن المحامي والموكل والامتياز التنفيذي، وصفت الرسالة أمر الاستدعاء بأنه «خارج نطاق التحقيق المشروع».

## الإفادات
أُخذت الإفادات الأولية أمام لجان المخابرات والشؤون الخارجية ومجلس الرقابة، حيث اجتمعت اللجان معًا في غرفة محصنة، وهي منشأة حماية المعلومات الحساسة في الطابق السفلي من مبنى الكابيتول الأمريكي. سُمح فقط لأعضاء اللجان الثلاثة (47 جمهوريًا و 57 ديمقراطيًا) بالحضور. تم استجواب الشهود من قبل محامي الموظفين، وسمح لأعضاء اللجنة بطرح الأسئلة، مع إعطاء الوقت نفسه للجمهوريين والديمقراطيين. كان من المتوقع إصدار المحاضر الحرفية وعقد جلسات الاستماع العامة في وقت ما في المستقبل. بدأ إصدار المحاضر الحرفية في أوائل نوفمبر، وكان من المقرر أن تبدأ جلسات الاستماع العامة في 13 نوفمبر.
في صباح يوم رسالة سيبولون في 8 أكتوبر 2019، كان من المقرر أن يدلي غوردون سوندلاند بشهادته أمام لجان مجلس النواب بشأن مشاركته في حجب المساعدات عن أوكرانيا. ومع ذلك، صدرت تعليمات له بعدم الحضور في اللحظة الأخيرة من قبل وزارة الخارجية بناءً على أمر ترامب.